# 3985 Raybatson
3985 Raybatson (1985 CX) là một tiểu hành tinh vành đai chính được phát hiện ngày 12 tháng 2 năm 1985 bởi C. Shoemaker ở Palomar.